# Маямі (Міссурі)
Маямі (англ. Miami) — місто (англ. city) в США, в окрузі Салін штату Міссурі. Населення — 152 особи (2020).

## Географія
Маямі розташоване за координатами 39°19′21″ пн. ш. 93°13′33″ зх. д. / 39.32250° пн. ш. 93.22583° зх. д. (39.322473, -93.225907).  За даними Бюро перепису населення США в 2010 році місто мало площу 1,63 км², з яких 1,45 км² — суходіл та 0,19 км² — водойми.

## Демографія
Згідно з переписом 2010 року, у місті мешкало 175 осіб у 60 домогосподарствах у складі 46 родин. Густота населення становила 107 осіб/км².  Було 73 помешкання (45/км²).
Расовий склад населення:
| - 97,7 % — білих - 0,6 % — чорних або афроамериканців |

До двох чи більше рас належало 1,1 %. Частка іспаномовних становила 1,7 % від усіх жителів.
За віковим діапазоном населення розподілялося таким чином: 27,4 % — особи молодші 18 років, 60,6 % — особи у віці 18—64 років, 12,0 % — особи у віці 65 років та старші. Медіана віку мешканця становила 39,3 року. На 100 осіб жіночої статі у місті припадало 88,2 чоловіків;  на 100 жінок у віці від 18 років та старших — 86,8 чоловіків також старших 18 років.
Середній дохід на одне домашнє господарство  становив 48 842 долари США (медіана — 48 289), а середній дохід на одну сім'ю — 48 141 долар (медіана — 48 289). Медіана доходів становила 50 833 долари для чоловіків та 40 789 доларів для жінок. За межею бідності перебувало 32,4 % осіб, у тому числі 70,6 % дітей у віці до 18 років та 0,0 % осіб у віці 65 років та старших.
Цивільне працевлаштоване населення становило 57 осіб. Основні галузі зайнятості: виробництво — 42,1 %, освіта, охорона здоров'я та соціальна допомога — 33,3 %, транспорт — 10,5 %, роздрібна торгівля — 3,5 %.